# Puppy y los pitufos
Puppy y los pitufos (en el francés original Puppy et les Schtroumpfs ) es la trigésimo tercera historieta de Los Pitufos escrita y dibujada por Peyo en 1990. 
Fue publicada en formato álbum como complemento de El aeropitufo junto con La glotonería de los pitufos, El Pitufador Enmascarado y Las bromas del Pitufo Bromista.

## Argumento
Una mañana, los pitufos encuentran una criatura en la Aldea Pitufa. Todos están asustados, hasta que el Gran Pitufo llega y les dice que solo es Puppy, el perro del mago Homnibus. Los pitufos creen que Homnibus podría haber enviado un mensaje dentro del medallón de Puppy, pero todos los que tratan de abrir el medallón son electrocutados. El Gran Pitufo le envía un mensaje a Homnibus y mientras tanto los pitufos cuidan a Puppy.
El Gran Pitufo recibe su propio mensaje de vuelta, lo que significa que Homnibus no está en casa. Los pitufos van a dejar a Puppy a casa de Homnibus, pero son seguidos en secreto por el brujo Gargamel. Cuando llegan, Homnibus acaba de volver de buscar a Puppy que había escapado. Papá Pitufo pregunta por el medallón de Puppy, y Homnibus explica que aquel que abra el medallón será el verdadero amo de Puppy, a quien deberá obedecer; Gargamel escucha todo esto.
Homnibus le da Puppy a los pitufos si lo quieren. Gargamel usa una red para capturar a Puppy y trata de abrir su medallón, pero es electrocutado. Puppy escapa y Gargamel lo sigue a la Aldea Pitufa, pero mientras trata de capturar pitufos, el Bebé Pitufo abre el medallón de Puppy y lo envía contra Gargamel. El derrotado Gargamel vuelve a casa a tratar de hacer un medallón similar para su gato Azrael.